# Державна установа «Головний клінічний медичний центр Міністерства внутрішніх справ України»
Державна установа «Головний клінічний медичний центр Міністерства внутрішніх справ України» — є Національним головним лікувально-профілактичним закладом Міністерства внутрішніх справ України, вагомим структурним підрозділом військової медицини в Україні у загальнодержавній системі військових шпиталів-госпіталів, який забезпечує висококваліфікованою медично-стаціонарною допомогою військовослужбовців МВС і Національної гвардії України, чинних працівників і пенсіонерів-ветеранів органів внутрішніх справ, членів їх сімей, членів родин загиблих правоохоронців та інших, визначених законодавством верств населення України.

## Історія
Центр знаходиться на території розташування колишніх садиб охорони та працівників Лук'янівської в'язниці, яка була збудована у 1863 році. Ця місцевість почала заселятися в середині 19 століття після великих повеней на Подолі.

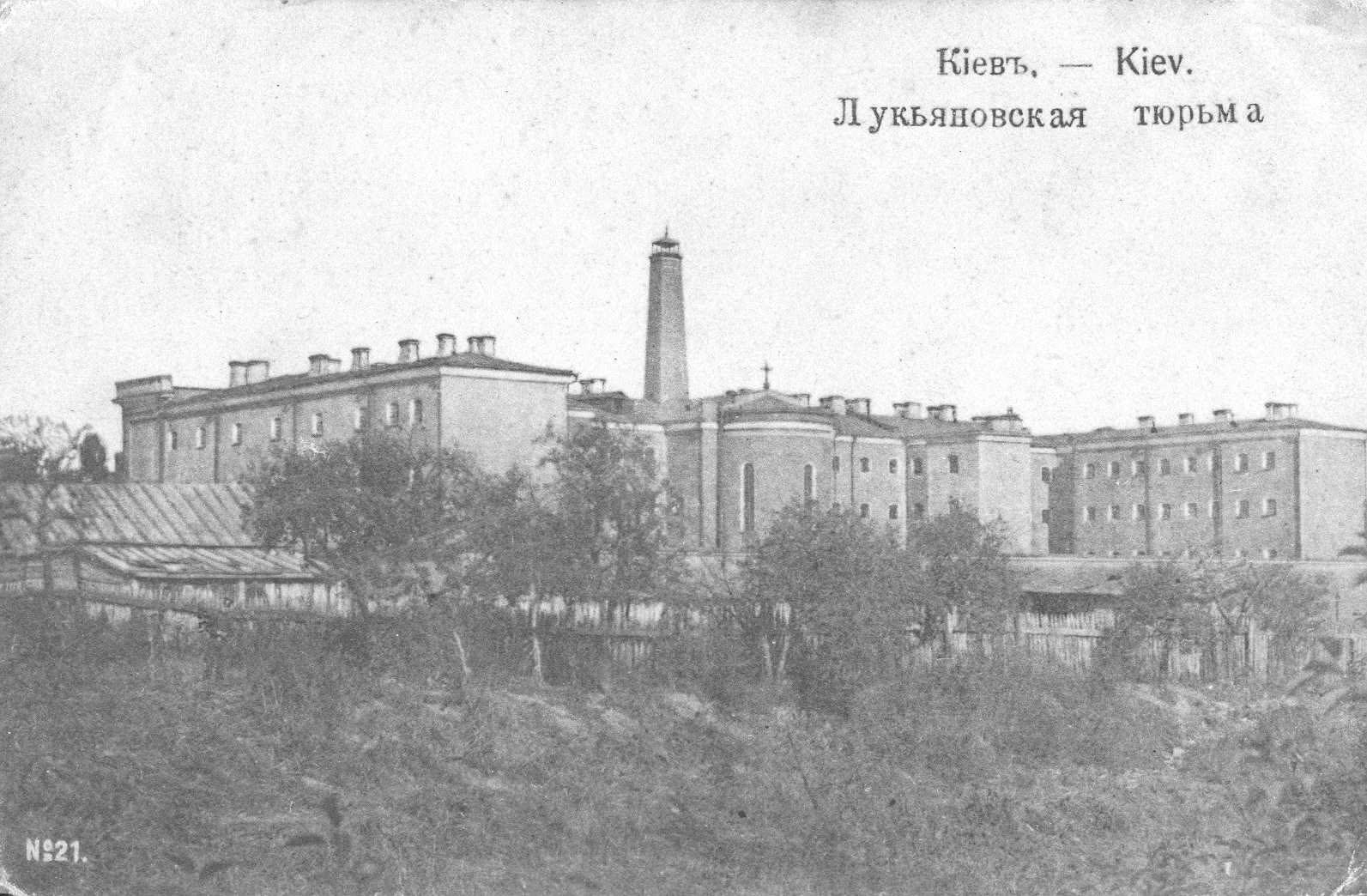

В радянський період, тут були споруджені численні підприємства, школи, лікарняні установи, спортивні споруди. У 80 роках ХХ століття були побудовані сучасні великопанельні будинки, куди переселилися родини працівників Лук'янівського слідчого ізолятору. Старі приватні садиби були ліквідовані, а на звільненій території почалося спорудження великого Центрального госпіталю Міністерства внутрішніх справ УРСР.

## Сучасний стан
Центр є багатопрофільним лікувально-діагностичним, науково-дослідним, навчально-медичним, консультативним закладом, має акредитаційний сертифікат вищої категорії та ліцензію Міністерства охорони здоров'я України на 44-и види окресленої законодавством держави медичної практики, вагомим структурним підрозділом військової медицини, одним з найважливіших військово-медичних закладів України.
В складі госпіталю наразі функціонують — 16-ть лікувальних відділень: (терапевтичне, кардіологічне, гастроентерологічне, пульмонологічне, неврологічне, променевої патології, геріатричне, хірургічне, травматологічне, урологічне, гінекологічне, отоларингологічне з офтальмонологічними палатами, анестезіології та інтенсивної терапії, фізіотерапевтичне, лазерної ендоскопічної спінальної нейрохірургії), 5-ть діагностичних відділень: (функціональної діагностики, лабораторної діагностики, патологоанатомічне, ендоскопії та ультразвукової діагностики, рентгенологічної та радіонуклідної діагностики). В хірургічному відділенні проводяться складні хірургічні операції, включно і лапароскопічні по вилученню жовчного міхура, кіст яєчників, ендоскопічні по вилученню доброякісних новоутворень /у стравоході, шлунку та товстому кишечнику/, трансуретальні резекції аденоми передміхурової залози та інші.
Клінічна лабораторія виконує загально клінічні, біохімічні, серологічні обстеження, а також здійснює ВІЛ-діагностику.
В центрі працюють кваліфіковані лікарі, серед яких 8-м кандидатів медичних наук, 70-т лікарів з вищою категорією, 6-ть Заслужених лікарів України.
Госпіталь має новітнє відділення реанімації, у якому надається оперативна допомога працівникам міліції, які зазнали кульових поранень чи важких травм під час виконання службових обов'язків.
Під час надзвичайного чи воєнного стану в державі госпіталь працює в спеціальному режимі діяльності, передбаченому чинним законодавством України. В разі реальних військових дій з задіянням військовослужбовців Міністерства внутрішніх справ України, госпіталь вповноважений на розгортання необхідної кількості польових військових госпіталів, спільно з органами з питань надзвичайних ситуацій та Збройними силами України в районах бойових дій.
При центрі та його регіональних підрозділах діють військово-лікарські комісії, на які покладено повноваження експертного визначення медичної та психологічної придатності особи до проходження військової служби в мирних та військових умовах, а також експертне визначення втрати здоров'я внаслідок бойових дій або проходження військової служби в мирний час і встановленні відповідної групи інвалідності учаснику бойових дій, експертне визначення зв'язку смерті/загибелі військовослужбовця з вогнепальним пораненням при захисті Батьківщини. Рішення військово-лікарських комісій є підставою для отримання статусу члена родини загиблого військовослужбовця.

## Наукова діяльність
Є важливою науково-медичною базою для підготовки практичних лікарів за профілями захворювань для студентів-інтернів Національного медичного університету імені О.Богомольця, а також для перепідготовки практикуючих медиків в рамках післядипломної освіти для Національної медичної академії післядипломної освіти імені П. Л. Шупика.

## Дивись також
- Воєнно-медична доктрина України
- Головний військово-медичний госпіталь Міністерства оборони України
- Центральний клінічний госпіталь Державної прикордонної служби України
- Центральний госпіталь Служби безпеки України
- Лікарня відновного лікування Міністерства внутрішніх справ України
- Клінічна лікарня «Феофанія»
- Київський міський клінічний госпіталь ветеранів війни
- Львівський обласний госпіталь інвалідів війни та репресованих імені Юрія Липи